# ベータ水素脱離
ベータ水素脱離（ベータすいそだつり、β-水素脱離、β-hydrogen elimination）とは、有機金属化合物に見られる反応形式のひとつ。ベータ脱離、β脱離 とも。金属中心にアルキル基が結合している基質から、脱離が起こりアルケンと金属ヒドリドに分かれる反応を指す。アルキル基には、金属から見てベータ位の炭素上に水素原子を持っている必要がある。例えばブチル基を持つ有機金属化合物ではベータ水素脱離が起こり得るが、メチル基ではβ炭素がないため起こらない。ほか、ベータ水素脱離が起こるためには中心金属の上、アルキル基とシスの位置に空の配位点がなければならない。
上の式のように、ベータ水素が金属とシン配座をとった状態から脱離反応が起こるシン脱離である。
ベータ水素脱離は金属触媒反応のなかで鍵反応、あるいは望まれない副反応として含まれる。シェル高級オレフィンプロセス (Shell higher olefin process, SHOP) は、界面活性剤の製造のためのα-オレフィンを作る反応であるが、その中ではベータ水素脱離の過程が含まれる。ベータ水素脱離はヘック反応にも含まれる。
ベータ水素脱離が望まれない場面で起こる例はチーグラー・ナッタ反応である。この場合、ベータ水素脱離が起こると分子量の低下につながる。ニッケルやパラジウム触媒を用いてアルキルグリニャール試薬とハロゲン化アリールをクロスカップリングさせる際もベータ水素脱離が問題となり、収率の低下とアルケンの副生につながる。
反応によっては、ベータ水素脱離が最初の段階として現れる。塩化ルテニウム(III) RuCl3 とトリフェニルホスフィン PPh3 と2-メトキシエタノールから RuHCl(CO)(PPh3)3 を合成する反応では、最初に生成するRuアルコキシドからベータ水素脱離によって Ru-H 種とアルデヒドが生じる。

## ベータ水素脱離の回避
アルキル金属化合物が18電子則を満たすなどして空の配位点を持たない場合はベータ水素脱離は起こらない。空の配位点があってもそれがアルキル炭素とシスの位置に来ることができなければやはりベータ水素脱離は起こらない。例えば、平面四配位型をとるニッケルやパラジウム錯体で、トランス型の2配座配位子である 1,1'-ビス(ジフェニルホスフィノ)フェロセン (dppf) を配位子として持たせると、金属にアルキル基が結合してもシスの位置が2ヶ所のどちらも dppf でふさがっているためベータ水素脱離は起こらない。